# Saussurea costus
Saussurea costus is een soort stekelige plant uit de composietenfamilie. Uit de wortel wordt een etherische olie gewonnen, die al sinds die oudheid gebruikt wordt in traditionele medicijnen en parfums.

## Verspreiding
De soort groeit op hoogten van 2500 tot 3000 meter. De soort komt voor in Zuid-Azië. De streken waar deze soort aangetroffen kan worden zijn de Himalaya, Jammu en Kasjmir en de West-Ghats. In het zuidwesten van China wordt de soort verbouwd. 

## Gebruik
De soort wordt in het noorden van India verzameld en in enkele Chinese provincies verbouwd. Uit de gedroogde wortel wordt door middel van stoomdestillatie een etherische olie gewonnen. Het is een dikke olie met een viooltjesachtige geur. Deze olie wordt verwerkt in parfums en wierook, voornamelijk in China, India, Iran en het Midden-Oosten. Verder wordt het in India gebruikt om dure kleding te beschermen tegen insecten. 

### Parfum
De etherische olie wordt als fixatief gebruikt in parfums. In de westerse parfumerie wordt een synthetische geurstof gebruikt met de geur van costus. Costus werd al in de oudheid verwerkt in parfums. Zo vermeld Theophrastus dat het een van de belangrijke planten is, die gebruikt werd in Griekse parfums. Zowel Dioscorides als Plinius spreken over twee variëteiten, namelijk "witte" en "zwarte" costus. Verder werd er ook geschreven over een "Arabische costus", een "Indische costus" en een "Syrische costus". De "Arabische costus" heeft een witte kleur en een zeer aangename geur, de "Indische costus" heeft een zwarte kleur en de "Syrische costus" is geel en heeft een sterke geur. De oude Arabieren gebruikten costus in parfumoliën en zalven.

### Traditionele geneeskundemet beschermde status
De wortels van de plant worden verwerkt in vloeibare extracten, oliën, poeders, afkooksels en andere geneesmiddelen. Het wordt zowel gebruikt in de Ayurveda als in de traditionele Chinese geneeskunde. De plant staat in de belangstelling van de reguliere geneeskunde. De invoer als traditioneel medicijn is in Nederland vanwege de beschermde status echter een economisch delict.